# Helvetia, Oregon
Helvetia este o mică comunitate neîncorporată din comitatul Washington, statul  Oregon. Este localizată în Tualatin Valley de-a lungul drumului național U.S. Route 26 nord-vest de Portland. A fost numită de imigranți elvețieni din Oregon în secolul al 19-lea. Obiectivele importante ar fi: biserica, cimitirul, Rice Mineral Museum, Viile Helvetia, Fermele Rollof și Hanul Helvetia. 
Seria de realitate de televiziune Little People, Big World este filmată la Fermele Rollof, acest lucru făcându-l o atracție turistică populară.